# Qiryat Shemona
Qiryat Shemona (hebreiska: קרית שמונה) är en ort i Israel.   Den ligger i distriktet Norra distriktet, i den norra delen av landet. Qiryat Shemona ligger 124 meter över havet och antalet invånare är 22 035.
Terrängen runt Qiryat Shemona är huvudsakligen kuperad, men åt sydost är den platt.Runt Qiryat Shemona är det tätbefolkat, med 659 invånare per kvadratkilometer. Qiryat Shemona är det största samhället i trakten. Trakten runt Qiryat Shemona består till största delen av jordbruksmark.